# ホセ・バスコンセロス

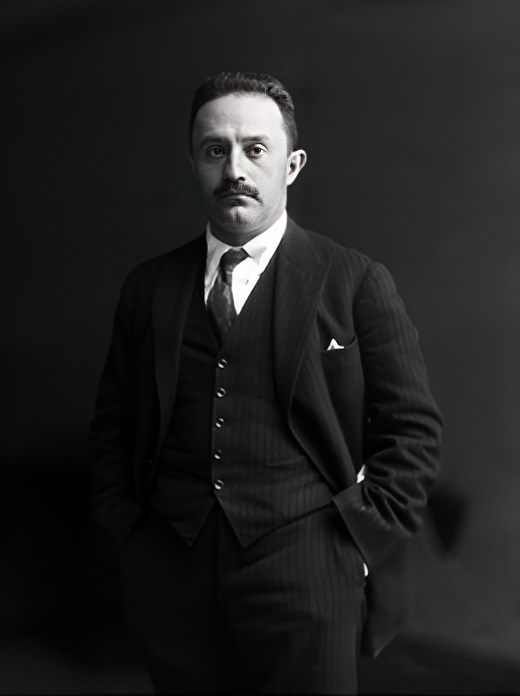
ホセ・バスコンセロス

ホセ・バスコンセロス・カルデロン（José Vasconcelos Calderón、1882年2月27日 - 1959年6月30日）は、メキシコの教育家、政治家、思想家、文筆家。

## 生涯
バスコンセロスはオアハカで生まれ、父は税関検査官だった。家族とともに1887年にコアウイラ州ピエドラス・ネグラス、1895年にトルーカ、1896年にカンペチェに移った。その後メキシコシティで学業を続け、1905年に国立法学校（Escuela Nacional de Jurisprudencia、メキシコ国立自治大学法学部の前身）を卒業した。
バスコンセロスはフスト・シエラに影響され、1909年にアルフォンソ・レイェスらとともに青年協会 (es:Ateneo de la Juventud Mexicana) を設立した。この協会が母体となって主に労働者階級の教育のためのメキシコ人民大学 (es:Universidad Popular Mexicana) が1912年に成立した:5-6。

### メキシコ革命
1910年にメキシコ革命が起きた当初からバスコンセロスはフランシスコ・マデロを支持した。彼はポルフィリオ・ディアスの再選に反対するメキシコ反再選センターの中心人物のひとりであり、雑誌『反再選派(El Antirreeleccionista)』の編集をつとめた。ビクトリアーノ・ウエルタのクーデター（悲劇の十日間）の後、ベヌスティアーノ・カランサは彼を秘密の使者としてイギリスとフランスに送り、これらの国の政府がウエルタを財政的に支援することがないようにした。
1914年に国立予備学校 (Escuela Nacional Preparatoria) の校長に任命された。しかし彼はカランサを激しく批判し、逮捕をおそれてしばらくアメリカ合衆国に逃亡した。カランサがパンチョ・ビリャと対立すると、帰国してアグアスカリエンテス会議に参加し、短命に終わったエウラリオ・グティエレス政権下で公共教育相を2か月間つとめた。1915年からふたたび国外に移り、ニューヨーク、ハバナ、リマなどで出版・講義活動を行った。
1920年にアルバロ・オブレゴンと知りあい、彼を支持した。カランサが暗殺された後、アドルフォ・デ・ラ・ウエルタ臨時大統領のもとで、1920年から1921年までメキシコ国立大学の学長および美術学部長をつとめた。現在も使われている大学の校章と標語「Por mi raza hablará el espíritu（わが人種により霊は語る）」はこのときにバスコンセロスが考案したものである。校章にはメキシコの鷲とアンデスのコンドル、ラテンアメリカの地図があしらわれており、イベロアメリカ人の統一を表現している。
1921年、オブレゴン政権によって再建された公共教育省(SEP)の初代大臣に任命された。彼は80%にも達する文盲の撲滅につとめた。教育の普及や図書館システムの設立のために尽力した。彼はディエゴ・リベラ、ホセ・クレメンテ・オロスコ、ダビッド・アルファロ・シケイロス、ロベルト・モンテネグロらを支援して彼らに公共建築の壁画の製作を依頼し、メキシコ壁画運動がこの時に始まった。
バスコンセロスはまた省内を学校、美術、図書館および文書館の3つの部門に分けた。バスコンセロスはまた世界古典文学シリーズを編纂し、雑誌『エル・マエストロ』を創刊し、ガブリエラ・ミストラルやペドロ・エンリケス・ウレーニャのような他のイベロアメリカ諸国の文学者をメキシコに招いた。彼はメキシコ交響楽団 (es:Orquesta Sinfónica de México) や国立競技場 (es:Estadio Nacional (Mexico)) を設立した。
メキシコ革命中に滞納されていた債務の返済を定める条約 (Bucareli Treaty) が1923年にメキシコとアメリカ合衆国の間で結ばれ、これに反対した上院議員フランシスコ・フィールド・フラドは1924年1月に暗殺された。バスコンセロスは暗殺に抗議し、またオブレゴンが次期大統領候補としてプルタルコ・エリアス・カリェスを支持したことにも反対した。最終的に1924年7月にバスコンセロスは大臣を辞任した。バスコンセロスはふたたびキューバ、スペイン、アメリカ合衆国諸国を旅し、講義およびジャーナリスト活動を行った。
1929年の大統領選のために帰国して国民反再選党 (es:Partido Nacional Antirreeleccionista) から立候補したが選挙には大敗した。国民反再選党は選挙の不正を非難し、バスコンセロスは武力蜂起を呼びかけるグアイマス綱領 (es:Plan de Guaymas) を発表したが失敗し、パリに亡命した。この後は政治から離れた。

### 海外生活と晩年
バスコンセロスは残る生涯を旅行、講義、出版に費した。
1931年2月、パリのノートルダム大聖堂で愛人のアントニエタ・リバス・メルカド・カステジャーノスがバスコンセロスの拳銃を使って自殺する事件が起きた。
1933年にアルゼンチン、1935年にアメリカ合衆国に移った。1938年にメキシコに帰国してエルモシージョに住んだ。第二次世界大戦中にバスコンセロスはファシズムに近づき、ナチス・ドイツ大使館の出資による雑誌を編纂して批判されている。マヌエル・アビラ・カマチョ政権下で1941年5月から1947年まで国立図書館長をつとめた。
1959年にメキシコシティの自宅で没し、パンテオン・ハルディンに埋葬された。1985年にメトロポリタン大聖堂に改葬された。

## 思想
バスコンセロスはアルトゥル・ショーペンハウアーの思想に影響され、当時のアメリカ州の主要な哲学であった実証主義や功利主義と戦った。バスコンセロスの哲学は調和(Armonía)の一元論で、美と調和を通じて真実が得られるとした。
バスコンセロスにとって教育は人々を解放するものであり、しばしば植民地時代の宣教師にたとえられる熱心さで教育活動を行った。教育面でも彼はアメリカ合衆国のジョン・デューイの功利主義と戦った。
バスコンセロスはイベロアメリカ人を「宇宙的人種」と呼んでその人種的優秀性を主張した。彼はエルナン・コルテスとスペインによる植民地化を高く評価していた。富と技術を追求する現代の個人主義的な人類にかわり、新しい宇宙的人種は調和した世界の一部として互いに協力しあうものとされた。ラテンアメリカを人類統合の中心と考え、メスティーソ文化をメキシコらしさの基礎とした。これは文化的モザイクではなく人種の統合を目指す考え方だった。メキシコのみならず他のラテンアメリカ諸国でもバスコンセロスの思想は列強の植民地主義にかわり得るものとして支持者を得た。

## 主要な著書
- 『宇宙的人種：イベロアメリカ人種の使命』La raza cósmica, misión de la raza iberoamericana 1925
- 『形而上学論集』Tratado de metafísica 1929
- 『クリオージョのオデュッセウス』Ulises Criollo 1935（全5部からなる自伝）
  - 『嵐』La tormenta 1936（自伝第2部）
  - 『惨事』El desastre 1938（自伝第3部）
  - 『総督時代』El proconsulado 1939（自伝第4部）
  - 『炎』La flama 1959（メキシコ革命の人物伝。自伝の最終巻に相当し、没後に出版された。）
- 『ボリバル主義とモンロー主義』Bolivarismo y monroísmo 1937
- 『革命とは何か』¿Qué es la revolución? 1937
- 『メキシコ略史』Breve historia de México 1937
- 『エルナン・コルテス：民族性の祖』Hernán Cortés, creador de la nacionalidad 1944
- 『弁論集』Discursos, 1920-1950 1950
- 『美の哲学』Filosofia estética: según el método de la coordinación 1952
- 『我が人生の末に』En el ocaso de mi vida 1957
- 『全集』Obras completas 1957-1961（全4巻）
- 『雑誌論文集』Hemerografía, 1911-1959 1965
- 『教育文集』Antología de textos sobre educación 1981 （教育に関する文章の選集。A.モリーナ編）

他に文学作品や戯曲も書いたが、あまり評価されていない。